# Простоквашино (мультсериал)
«Простоква́шино» — российский мультсериал, являющийся продолжением серии советских мультфильмов «Трое из Простоквашино», «Каникулы в Простоквашино», «Зима в Простоквашино» и продолжением российского мультфильма «Весна в Простоквашино». Мультсериал создан при помощи компьютерной и 2D-техники.

## Сюжет
В отличие от советских мультфильмов, действие происходит в 2018—2025 годах. У Дяди Фёдора появилась младшая сестра Вера Павловна, а у неё самой — подружка-грызун Тама-Тама. Позже у них появилась няня — Маргарита Егоровна, появлению которой рада только мама Дяди Фёдора. А Матроскин и Шарик завели фермерское хозяйство и осваивают новые технологии.

## История создания
Мультсериал основан и является продолжением советских мультфильмов «Трое из Простоквашино», «Каникулы в Простоквашино», «Зима в Простоквашино» и российского мультфильма «Весна в Простоквашино». Создан студией «Союзмультфильм».
Премьера мультсериала была изначально запланирована на 1 апреля 2018 года, но из-за трагедии в городе Кемерово была перенесена на 3 апреля 2018 года, и состоялась в официальных сообществах «Союзмультфильма» в социальных сетях «Вконтакте» и «Одноклассниках», а также на платформе сайта Кино Mail.Ru.
С 29 мая 2018 года новые серии мультсериала выходят на официальном YouTube-канале «Союзмультфильма».
Телевизионная премьера мультсериала состоялась на телеканале «Карусель» 15 сентября 2018 года.
10 декабря 2018 года было объявлено о планах по разработке спин-оффа мультсериала о сестре Дяди Фёдора Вере Павловне и её зверьке Таме-Таме. Однако этот проект так и не был реализован.
10 декабря 2019 года Почта России и «Союзмультфильм» решили снять продолжение мультсериала, где главным героем будет Игорь Иванович Печкин.
24 февраля 2020 года вышел специальный выпуск под названием «Масленица», посвящённый празднику Масленицы.
14 марта 2020 года премьера 27 серии «Всё включено» состоялась в кинотеатрах «МУЛЬТ в кино».
12 марта 2020 года председатель правления киностудии «Союзмультфильм» Юлиана Слащёва заявила о продлении мультсериала на 2 сезон, который будет состоять из 22 серий.
26 июня 2020 года премьера 2 сезона состоялась на YouTube-канале «Союзмультфильма».
1 сентября 2021 года состоялась премьера 3 сезона на платном онлайн-кинотеатре «Okko».

## Производство
Над мультсериалом работает около 30 человек. Согласно титрам, анимация выполнена российскими студиями «Перцы», «МУХА», «ДА», Shalaloy Studio, «Lady Bug», CSBS Studio, «Красная Медуза», «Воскресение», украинской студией «Poplavok», армянской «Banzay Production», болгарской «Studio Zmei», итальянской «DogHead» и индийскими «Digitoonz Media», «MCCOY Animation». Создание одной серии занимает 4—5 месяцев.

## Персонажи

### Главные герои
- Дядя Фёдор — мальчик, у которого прозвище «Дядя», он получил его за то, что ведёт себя как взрослый: самостоятельно варит суп и рассуждает «поумнее некоторых академиков». Имеет красивую, модную причёску. Влюблён в девочку Олю. Маргарита Егоровна зовёт его Феденькой.
- Матроскин — кот, хозяйственный, имеет коров и собственное хозяйство. Не любит, когда Шарик творит всякие глупости. Иногда его может что-то сильно увлечь, тогда кот забывает о последствиях для окружающих.
- Шарик — пёс, добрый, весёлый, простой, любит современные вещи, также имеет свой блог в интернете. Очень часто ругается с Матроскиным, Матроскин считает, что от него одни расходы, и часто его обзывает за глупые дела. У Шарика есть отец по кличке Бобик.
- Хватайка, он же Галчонок. Очень хитрый, любит воровать еду пока никто не видит. После урока с Матроскиным всё время каркает и говорит: «Кто там?».
- Игорь Иванович Печкин — почтальон, работающий в простоквашинском почтовом отделении. Обладает довольно вредным и занудным характером, умный, жадноватый и хитрый: «характер нордический, стойкий. Безукоризненно выполняет свой служебный долг, в связях, порочащих его, замечен не был». Склонен к формализму, любопытен и не одобряет инициатив Дяди Фёдора и его друзей, но вместе с тем достаточно добрый и по-деревенски наивный, любит рассказывать истории и участвует в жизни простоквашинцев. Влюблён в Маргариту Егоровну.
- Вера Павловна — сестра Дяди Фёдора. Всё время сидит с Тамой-Тамой и не любит, когда их разлучают. Имеет талант к технике, как и Тама-Тама.
- Тама-Тама — грызун неизвестной породы, изобретатель, художник. Раньше на ней проводили опыты, и она была злой и агрессивной. Потом она сбежала в Простоквашино, где пробралась в дом к Матроскину и Шарику, которые решили, что у них завёлся вредитель, и искали грызуна. Они долго пытались её поймать, пока не появилась Вера Павловна, которая вытащила её из печки, назвав: Тама-Тама. Девочки очень подружились и почти всё время проводят вместе. Вскоре выяснилось, от кого она произошла. Она — гибрид кошки, белки, лягушки и кенгуру. Но Дядя Фёдор сказал записать её как «Простоквашинский зверёк».
- Маргарита Егоровна (Мегеровна) — няня, нанятая родителями. Обладает строгим и вредным характером, хочет, чтобы все её слушались, но не всегда у неё это получается.
- Мама — мать Дяди Фёдора и Веры Павловны. Добрая, любящая. Хорошая хозяйка. Очень артистичная, творческая натура. По профессии певица.
- Папа — отец Дяди Фёдора и Веры Павловны. Добродушный, справедливый, с отличным чувством юмора. Частенько уступает жене в вопросах воспитания детей и ведения хозяйства. Ведёт лекции в институте. По профессии инженер-изобретатель.

### Второстепенные герои
- Мурка — лучшая корова Матроскина.
- Гаврюша — добрый и весёлый телёнок, всегда слушает команды Шарика. Сын Мурки.
- Коровы Матроскина.
- Бобёр — друг Шарика и всей семьи. В 8 серии лишился зуба (теперь у него золотой).
- Оля — подруга Дяди Фёдора, который, в свою очередь, проявляет к ней симпатию.
- Сергей — звезда, появился в 108 серии.

### Эпизодические персонажи
- Мальчик из деревни Простокашино, торгующий яблоками. Присутствовал на представлении группы «Бродячие Термиты». Помогал Дяде Фёдору, Матроскину, Шарику, Вере Павловне и Таме-Таме попасть в аквапарк, отвлекая няню Маргариту Егоровну. (2, 18 и 28 серии)
- Собака и Кот из деревни Простокашино — собака и кот, живущие в деревне Простокашино, торгующие яблоками. Помогали Дяде Фёдору, Матроскину, Шарику, Вере Павловне и Таме-Таме попасть в аквапарк, отвлекая няню Маргариту Егоровну. (2 и 28 серии). По телосложению и окраске напоминают Шарика и Матроскина, только здесь кот стройный и с золотистым окрасом, а пёс полный и с оттенком полосок Матроскина.
- Диктор — ведущий программы про животных. Физически в сериале не появляется. (9 и 13 серии)
- Александр Гудков — телеведущий, рекламирующий бесполезные товары. (13 и 37 серии)
- Слон — слон из цирка, потерявший свой бивень. Подписчик Шарика. (16 серия)
- Сергей Жуков — подписчик Шарика. Основан на реальном актёре.
- Гарик Харламов — друг Шарика. Основан на реальном актёре.
- Нилетто — в серии «Подход» помогал Дяде Фёдору заниматься физкультурой.
- Пётр Дранга —

## Съёмочная группа
- Режиссёры: Михаил Солошенко, Евгения Жиркова, Анна Кузина, Софья Кравцова, Владимир Торопчин, Иван Адлай, Светлана Мардаголимова, Анастасия Воронина, Юлия Байгулова, Алексей Введенский, Дмитрий Иванов, Ринат Газизов, Савва Голубков, Александра Евсеева, Мария Чайка, Софья Сильвестрова, Павел Финоженков, Анастасия Савкина, Марина Зинкевич.
- Сценаристы: Максим Кучин, Тимофей Куц, Николай Никитин, Николай Ковальков, Кирилл Семилетов, Никита Костицын, Глеб Кузнецов, Софья Горленко, Антон Рыжов, Мария Изотова, Александра Можгина, Софья Ремез, Джавид Курбанов, Олег Козырев, Лика Степанова, Виталий Степанов, Ярослав Лукашевич, Евгений Вихарёв, Юлия Силантьева, Мария Зиновьева, Калерия Дёмина, Елена Ананьева, Николай Титов, Ксения Беглякова, Лидия Утёмова, Евгения Жиркова, Мария Парфёнова, Валерия Дёмина, Мария Кострова, Андрей Сгибнёв, Эдуард Ипатов, Светлана Тортунова, Денис Мартынов, Екатерина Земляничкина, Олег Бондарев, Вячеслав Зиновьев.
- Креативные продюсеры: Алёна Оятьева, Михаил Солошенко, Евгения Жиркова.
- Шеф-редактор: Людмила Брусницына, Мария Савиных, Марина Кошевая, Александра Козлова.
- Художники-постановщики: Юлия Евдокимова, Валентина Барабаш, Елена Стельмах, Елена Набиуллина.
- Арт-директор: Юлия Евдокимова.
- Композиторы: Фёдор Чистяков, Руслан Лепатов, Никита Ямов, Денис Фролов, Пётр Дранга.
- Автор темы «Новое Простоквашино»: Фёдор Чистяков.
- Автор темы «Гимн Простоквашино»: Сергей Жуков.
- Автор музыкальных тем: Руслан Лепатов.
- Звукорежиссёр: Артём Фадеев.
- Монтаж: Сергей Моторин, Дмитрий Семёнов, Олег Зайцев, Евгений Чатаев.
- Технический директор: Андрей Смирнов, Павел Ледин.
- Линейные продюсеры: Юлия Фролова, Екатерина Карасёва, Валентина Тылочкина, Владимир Яньшин, Валентина Недобежкина, Александра Королёва, Антон Вазовский, Дмитрий Акатов, Ярослава Келим, Леонид Ратнер, Даяна Емтыль, Ольга Каракозова.
- Менеджеры производства: Валентина Тылочкина, Елизавета Шестернёва, Анна Сехина, Наталья Троицкая, Никита Ломоносов, Александр Павлуцкий, Анастасия Залива, Дмитрий Шапошников, Лолита Хатаева, Андрей Чурбанов, Владислав Дедышев.
- Руководитель 2D департамента: Ольга Благова.
- Директор производства: Анна Морякова.
- Креативные директор: Мария Савиных.
- Исполнительные продюсеры: Вадим Долгих, Ирина Бойцова, Юлия Фролова, Владимир Яньшин, Ярослава Келим.
- Продюсеры Okko: Анна Тимохович, Ирина Куманяева.
- Генеральные продюсеры Okko: Сергей Шишкин, Эльвира Дмитриевская, Светлана Сонина.
- Генеральные продюсеры: Юлия Осетинская, Борис Машковцев, Лика Бланк, Юлиана Слащёва.

## Роли озвучивали
| Актёр                                               | Роль                                          |
| --------------------------------------------------- | --------------------------------------------- |
| Алексей Онежен / Мигель Керимов / Энджел Жуков      | Дядя Фёдор                                    |
| Антон Табаков                                       | Кот Матроскин                                 |
| Гарик Сукачёв / Павел Деревянко / Никита Волков     | Пёс Шарик                                     |
| Иван Охлобыстин                                     | почтальон Игорь Иванович Печкин               |
| Юлия Меньшова / Анна Стахова / Юлия Силантьева      | мама                                          |
| Андрей Тенетко                                      | папа                                          |
| Татьяна Васильева                                   | няня Маргарита Егоровна                       |
| Беата Сухова / Лёва Кузин                           | младшая сестра Дяди Фёдора Вера Павловна      |
| Елизавета Бугулова                                  | Девочка Оля                                   |
| Рита Кузина                                         | Тама-Тама                                     |
| Ольга Голованова                                    | Галчонок Хватайка / подруга Галчонка Хватайки |
| Михаил Солошенко                                    | Бобёр / кузен Бобра                           |
| Николай Дроздов / Александр Гудков / Антон Савенков | диктор                                        |
| Дмитрий Оленин                                      | радиоведущий                                  |
| Александр Гудков                                    | телеведущий                                   |
| Александр Плющев                                    | слон                                          |
| Юлия Яблонская                                      | голосовой помощник Анфиса                     |
| Степан Соболев / Елена Шульман                      | Мальчик из деревни Простокашино               |
| Елена Шульман / Диомид Виноградов                   | Собака и Кот из деревни Простокашино          |
| Диомид Виноградов                                   | Ворона                                        |
| Виктор Гусев                                        | футбольный комментатор                        |
| Сергей Жуков                                        | камео                                         |
| Гарик Харламов                                      | камео                                         |
| Данил Прытков (Niletto)                             | камео                                         |
| Пётр Дранга                                         | камео                                         |

## Список эпизодов

### Первый сезон (2018—2020)
| №  | Название                               | Дата выхода      |
| 1  | «Возвращение в Простоквашино. Часть 1» | 3 апреля 2018    |
| 2  | «Возвращение в Простоквашино. Часть 2» | 4 мая 2018       |
| 3  | «Сезон дождей»                         | 6 июня 2018      |
| 4  | «Диета Матроскина»                     | 10 июля 2018     |
| 5  | «Шарик хочет телефон»                  | 10 августа 2018  |
| 6  | «Чудовище из Простоквашино»            | 10 сентября 2018 |
| 7  | «Ген героя»                            | 10 октября 2018  |
| 8  | «НЕ настоящий детектив»                | 10 ноября 2018   |
| 9  | «Мама и Тама»                          | 10 декабря 2018  |
| 10 | «Как бы не было зимы»                  | 25 декабря 2018  |
| 11 | «Вишнёвая феерия»                      | 10 февраля 2019  |
| 12 | «Неудобные соседи»                     | 10 марта 2019    |
| 13 | «Магазин на лежанке»                   | 10 апреля 2019   |
| 14 | «Доброе молоко»                        | 3 мая 2019       |
| 15 | «Гипноз»                               | 26 мая 2019      |
| 16 | «Мамонт из Простоквашино»              | 18 июня 2019     |
| 17 | «Матроскин блюз»                       | 6 июля 2019      |
| 18 | «Бродячие термиты»                     | 4 августа 2019   |
| 19 | «Анфиса»                               | 22 августа 2019  |
| 20 | «Маргарита Мегеровна»                  | 24 сентября 2019 |
| 21 | «Тайна фиолетового пятна»              | 13 октября 2019  |
| 22 | «Будьте здоровы!»                      | 8 ноября 2019    |
| 23 | «Счастливый рубль»                     | 8 декабря 2019   |
| 24 | «Комета»                               | 19 декабря 2019  |
| 25 | «Корпоратив»                           | 31 декабря 2019  |
| 26 | «Исчезновение коров»                   | 24 января 2020   |
| 27 | «Всё включено»                         | 30 марта 2020    |
| 28 | «Подмена»                              | 20 марта 2020    |
| 29 | «Лесной дух»                           | 17 апреля 2020   |
| 30 | «Доить или не доить»                   | 24 апреля 2020   |
| -- | -------------------------------------- | ---------------- |

### Второй сезон (2020—2021)
| №       | Название                | Дата выхода                                 |
| 31 / 1  | «Банный день»           | 22 мая 2020                                 |
| 32 / 2  | «Распорядок дня»        | 10 июня 2020                                |
| 33 / 3  | «Мотопочтальон»         | 12 июля 2020                                |
| 34 / 4  | «Древесный мститель»    | 7 сентября 2020                             |
| 35 / 5  | «Экология»              | 10 сентября 2020                            |
| 36 / 6  | «Сыр»                   | 23 октября 2020                             |
| 37 / 7  | «Хейтер»                | 21 ноября 2020                              |
| 38 / 8  | «Перепись населения»    | 30 октября 2020                             |
| 39 / 9  | «Папа, не горюй!»       | 19 декабря 2020                             |
| 40 / 10 | «Снежный лабиринт»      | 19 декабря 2020                             |
| 41 / 11 | «Бобровый мех»          | 27 декабря 2020                             |
| 42 / 12 | «Блинный день»          | 6 марта 2021 20 апреля 2021 (YouTube)       |
| 43 / 13 | «Недолётные птицы»      | 28 января 2021 года 5 марта 2021 (YouTube)  |
| 44 / 14 | «Как вырастить гения»   | 28 февраля 2021 30 марта 2021 (YouTube)     |
| 45 / 15 | «Рыбалка»               | 27 марта 2021 9 октября 2021 года (YouTube) |
| 46 / 16 | «Экспедиция»            | 6 марта 2021 11 июня 2022 года (YouTube)    |
| 47 / 17 | «Когда маме не поётся»  | 24 апреля 2021 24 июня 2022 (YouTube)       |
| 48 / 18 | «Поход»                 | 6 июня 2021 5 августа 2022 (YouTube)        |
| 49 / 19 | «Ночные гости»          | 28 марта 2021 22 июля 2022 (YouTube)        |
| 50 / 20 | «Свидание»              | 1 мая 2021 16 октября 2021 (YouTube)        |
| 51 / 21 | «Тайна старой таблички» | 9 мая 2021 26 августа 2022 (YouTube)        |
| 52 / 22 | «Сыворотка правды»      | 19 июня 2021 8 сентября 2022 (YouTube)      |
| ------- | ----------------------- | ------------------------------------------- |

### Третий сезон (2021—2022)
| №       | Название                  | Дата выхода     |
| 53 / 1  | «Обидное слово»           | 1 сентября 2021 |
| 54 / 2  | «Радио Дядя»              | 1 сентября 2021 |
| 55 / 3  | «Геймер»                  | 1 сентября 2021 |
| 56 / 4  | «Интересная профессия»    | 1 октября 2021  |
| 57 / 5  | «Новый босс»              | 1 октября 2021  |
| 58 / 6  | «Шар для Шарика»          | 31 октября 2021 |
| 59 / 7  | «Рыцарь»                  | 31 октября 2021 |
| 60 / 8  | «Вампиры в Простоквашино» | 31 октября 2021 |
| 61 / 9  | «Сюрприз»                 | 18 ноября 2021  |
| 62 / 10 | «Кулинарная битва»        | 25 ноября 2021  |
| 63 / 11 | «Хобби»                   | 3 декабря 2021  |
| 64 / 12 | «Икота»                   | 10 декабря 2021 |
| 65 / 13 | «Шоколадное безумие»      | 17 декабря 2021 |
| 66 / 14 | «Едем в город. Часть 1»   | 20 декабря 2021 |
| 67 / 15 | «Музыкальная уборка»      | 31 декабря 2021 |
| 68 / 16 | «Дискотека века»          | 4 января 2022   |
| 69 / 17 | «Сила рекламы»            | 4 января 2022   |
| 70 / 18 | «Едем в город. Часть 2»   | 4 января 2022   |
| 71 / 19 | «Последний писк»          | 25 февраля 2022 |
| 72 / 20 | «Почтовредитель»          | 1 апреля 2022   |
| 73 / 21 | «Шарик ловит хайп»        | 1 апреля 2022   |
| 74 / 22 | «Переводчик»              | 1 апреля 2022   |
| 75 / 23 | «Домовой»                 | 18 апреля 2022  |
| 76 / 24 | «Неудобный гость»         | 11 июля 2022    |
| 77 / 25 | «Ужасная тренировка»      | 11 июля 2022    |
| 78 / 26 | «Овощной великан»         | 20 августа 2022 |
| 79 / 27 | «Суперцветик»             | 20 августа 2022 |
| 80 / 28 | «Золотая карта»           | 25 августа 2022 |
| ------- | ------------------------- | --------------- |

### Четвёртый сезон (2022—2023)
| №        | Название                   | Дата выхода      |
| 81 / 1   | «Почтальон Шарик»          | 1 сентября 2022  |
| 82 / 2   | «Кусь»                     | 10 сентября 2022 |
| 83 / 3   | «Неспящие в Простоквашино» | 22 сентября 2022 |
| 84 / 4   | «День клада»               | 10 октября 2022  |
| 85 / 5   | «Матроскин в сахаре»       | 4 ноября 2022    |
| 86 / 6   | «Картонная любовь»         | 2 декабря 2022   |
| 87 / 7   | «Матроскошарик»            | 2 декабря 2022   |
| 88 / 8   | «Одни дома»                | 20 декабря 2022  |
| 89 / 9   | «Полосатая проверка»       | 28 января 2023   |
| 90 / 10  | «Вальс»                    | 3 февраля 2023   |
| 91 / 11  | «Два Матроскина»           | 13 февраля 2023  |
| 92 / 12  | «Заснеженный человек»      | 19 марта 2023    |
| 93 / 13  | «Старая мечта»             | 31 марта 2023    |
| 94 / 14  | «Фёдор в кубе»             | 1 апреля 2023    |
| 95 / 15  | «Усатый нянь»              | 22 апреля 2023   |
| 96 / 16  | «Орех раздора»             | 22 апреля 2023   |
| 97 / 17  | «Фудтрактор»               | 14 мая 2023      |
| 98 / 18  | «Папина отдушина»          | 19 мая 2023      |
| 99 / 19  | «Солнечный удар»           | 21 мая 2023      |
| 100 / 20 | «Парк Аттракционов»        | 2 июня 2023      |
| 101 / 21 | «Дело о пропавшей лопате»  | 9 июня 2023      |
| 102 / 22 | «Папина мечта»             | 6 июня 2023      |
| 103 / 23 | «Тушите свет»              | 6 июня 2023      |
| 104 / 24 | «Му-бемоль»                | 6 августа 2023   |
| 105 / 25 | «Исчезающий бобёр»         | 6 августа 2023   |
| 106 / 26 | «Страшная правда»          | 6 августа 2023   |
| 107 / 27 | «Ушастые привидения»       | 6 августа 2023   |
| -------- | -------------------------- | ---------------- |

### Пятый сезон (2023—2024)
| №        | Название                  | Дата выхода      |
| 108 / 1  | «Курорт Простоквашино»    | 25 сентября 2023 |
| 109 / 2  | «Круглая Земля»           | 25 сентября 2023 |
| 110 / 3  | «Шарик в космосе»         | 25 сентября 2023 |
| 111 / 4  | «Музыкальный вызов»       | 25 сентября 2023 |
| 112 / 5  | «Блуждающие огоньки»      | 6 ноября 2023    |
| 113 / 6  | «Граф Печкин»             | 6 ноября 2023    |
| 114 / 7  | «Умный шлем»              | 23 декабря 2023  |
| 115 / 8  | «Машина времени»          | 23 декабря 2023  |
| 116 / 9  | «Кризис среднего роста»   | 30 декабря 2023  |
| 117 / 10 | «Морская дуэль»           | 30 декабря 2023  |
| 118 / 11 | «Вежливый Печкин»         | 14 февраля 2024  |
| 119 / 12 | «Опасный Шарик»           | 14 февраля 2024  |
| 120 / 13 | «Телепорт»                | 14 февраля 2024  |
| 121 / 14 | «Операция „ДРВП“»         | 7 марта 2024     |
| 122 / 15 | «Восьмое марта»           | 7 марта 2024     |
| 123 / 16 | «Сбежавшая посылка»       | 4 апреля 2024    |
| 124 / 17 | «Парад планет»            | 10 апреля 2024   |
| 125 / 18 | «Таинственный похититель» | 28 мая 2024      |
| 126 / 19 | «Таинственный бульдог»    | 10 июня 2024     |
| 127 / 20 | «Розыгрыш»                | 22 июля 2024     |
| 128 / 21 | «Настоящие девочки»       | 22 июля 2024     |
| 129 / 22 | «Миссия непоправима»      | 5 августа 2024   |
| 130 / 23 | «Танец фей»               | 5 августа 2024   |
| 131 / 24 | «Зимний марафон»          | 9 сентября 2024  |
| 132 / 25 | «Идеальное свидание»      | 9 сентября 2024  |
| 133 / 26 | «Космический стендап»     | 9 сентября 2024  |
| -------- | ------------------------- | ---------------- |

### Шестой сезон (2024—TBA)
| №        | Название                 | Дата выхода      |
| 134 / 1  | «Подход»                 | 23 сентября 2024 |
| 135 / 2  | «ИзобреТама»             | 23 сентября 2024 |
| 136 / 3  | «Легенда о русалках»     | 4 ноября 2024    |
| 137 / 4  | «Рингтон»                | 4 ноября 2024    |
| 138 / 5  | «Первый поход»           | 6 декабря 2024   |
| 139 / 6  | «Лайфхак»                | 6 декабря 2024   |
| 140 / 7  | «Идеальный пирог»        | 6 декабря 2024   |
| 141 / 8  | «Большой кошачий секрет» | 6 декабря 2024   |
| 142 / 9  | «Новый метод»            | 19 декабря 2024  |
| 143 / 10 | «Загадка из носков»      | 20 января 2025   |
| 144 / 11 | «День Да»                | 17 февраля 2025  |
| 145 / 12 | «Магия физики»           | 17 февраля 2025  |
| 146 / 13 | «Волшебная проверка»     | 14 апреля 2025   |
| 147 / 14 | «Шарик в тренде»         | 14 апреля 2025   |
| 148 / 15 | «Неосторожное желание»   | 25 апреля 2025   |
| 149 / 16 | «Велогонка»              | 25 апреля 2025   |
| 150 / 17 | «Битва инструментов»     | 25 апреля 2025   |
| 151 / 18 | «Хитрый план»            | 23 мая 2025      |
| 152 / 19 | «Ария для галчонка»      | 4 июля 2025      |
| 153 / 20 | «Это всё Пушкин!»        | 4 июля 2025      |
| 154 / 21 | «Ведьма Егоровна»        | 10 июля 2025     |
| 155 / 22 | «День друзей»            | 10 июля 2025     |
| -------- | ------------------------ | ---------------- |

### Специальные серии
| № | Название            | Дата выхода     |
| 1 | «Масленица»         | 17 февраля 2020 |
| 2 | «Грызу, целую!»     | 30 ноября 2020  |
| 3 | «Аленький цветочек» | 9 декабря 2020  |
| 4 | «Не просто выборы»  | 27 февраля 2024 |
| 5 | «Доброшарик»        | 21 октября 2024 |
| - | ------------------- | --------------- |

## Награды
- 2018 — «Мультимир»: Приз народного голосования «Лучший герой российского анимационного фильма»: Кот Матроскин, сериал «Простоквашино» (Киностудия «Союзмультфильм»)[28]
- 2019 — Лауреат национальной детской премии «Главные Герои-2019» в номинации «Главные премьеры российских анимационных сериалов»[29]
- 2021 — премия «ТЭФИ-KIDS» в номинации «Лучший анимационный сериал»[30].

Премия создателям сериала «Простоквашино» за значительный вклад в развитие российской культуры, 2021 год.

## Просмотры и сезоны
По состоянию на 29 декабря 2018 года, суммарное количество просмотров в Интернете первых 10 серий мультсериала составляет более 32 миллионов.
Премьерные серии вывели в лидеры телеканал «Карусель» по доле телесмотрения. По данным компании Mediascope, только за первые выходные, 15 и 16 сентября 2018 года, их посмотрело около 2 миллионов зрителей среди измеряемой аудитории канала. 15 сентября 2018 года в вечернем прайм-тайме доля телеканала «Карусель» среди возрастная аудитории 4—45 составила 9,0 %, опередив показатели многих других федеральных каналов. Доля телеканала в утреннем слоте 16 сентября 2018 года стала наивысшей и составила 11,3 %, значительно опередив показатели телеканалов-конкурентов.

## Критика
Несмотря на то, что вторая серия, посвящённая известному советскому и российскому актёру и режиссёру театра Олегу Табакову («классическому» голосу Матроскина), опубликованная в Интернете, набрала свыше 7 млн просмотров, новое «Простоквашино» получило негативные отзывы как со стороны зрителей, так и критиков. Отмечались грубые ляпы в самой первой серии — так, родную сестру Дяди Фёдора называют Верой Павловной, хотя по книге имя их отца — Дмитрий.
Критике подверглись новый стиль анимации, а также неоправданные отсылки — в частности, у пса Шарика появился ноутбук с мелодией звонка из игры Hotline Miami. После выхода второй серии многие зрители были недовольны сексистскими шутками и пропагандой лукизма.
Создатель оригинальной серии книг о Простоквашино Эдуард Успенский также выразил своё недовольство и заявил о намерении подать в суд на создателей нового мультсериала за нарушение авторских прав. Ранее пресс-служба «Союзмультфильма» заявляла, что все права на франшизу принадлежат киностудии: в августе 2018 года Успенский и «Союзмультфильм» подписали договор о правах на использование сценариев мультфильмов «Трое из Простоквашино», «Каникулы в Простоквашино», «Зима в Простоквашино» и всех остальных сценариев из всех книг, а также все права на них. Студия обязалась выплачивать писателю роялти. Однако 14 августа 2018 года Эдуард Успенский умер.

## Внемультсериальная жизнь проекта
- 10 августа 2018 года герой мультсериала пёс Шарик завёл аккаунт в Instagram[44]*
- «Союзмультфильмом» и Департаментом образования и науки города Москвы была разработана технология социально-коммуникативного развития «Простоквашино» для детей дошкольного и младшего школьного возраста. В комплект, который поступает в школу, входят 50 оригинальных историй с сотней иллюстраций и девять авторских песен. Информацию дети получают от героев популярного мультфильма — Дяди Фёдора, его родителей и сестры, кота Матроскина, пса Шарика, почтальона Печкина[45].
- В самом начале 2019 года кот Матроскин стал ведущим утреннего шоу «Русские перцы» на «Русском радио», где проводит авторскую викторину, в которой нужно будет разгадать имена известных личностей[46].